# Tambourin à cordes
Pour les articles homonymes, voir Tambourin.
Le tambourin à cordes est un instrument à cordes frappées de la famille des cithares qui, comme son nom l'indique, tient un rôle de percussion, tout comme son homologue à membrane, le tambourin.
Cet instrument est très lié à la culture béarnaise, gasconne, basque et aragonaise. Mentionné depuis au moins le XVIIe siècle, on l'y trouve sous diverses appellations : ttun-ttun au Pays basque, tamborin, temborin, tonton, tom-tom ou tembo en Gascogne, salterio ou chicotén en Aragon, et plus généralement choron au Moyen Âge. Dans le Dictionnaire du béarnais et du gascon modernes, Simin Palay assimile cet instrument à « une sorte de tympanon ». Cette dénomination est parfois utilisée sur les cartes postales anciennes. Il est également appelé tambourin de Béarn
Le tambourin à cordes est un instrument d'accompagnement qui sert lors de cérémonie et de danses. Il est indissociable de la flûte, le jeu simultané des deux instruments apportant rythme et mélodie.
Depuis 2012, le savoir-faire dont relève la fabrication du tambourin à corde est inscrit à l'Inventaire du patrimoine culturel immatériel en France.

## Lutherie
L'instrument se présente sous la forme d'une caisse de résonance oblongue en bois de 80 cm de long (avoisinant le mètre en Aragon) par 20 cm de large et 10 cm d'épaisseur. Elle est souvent très ornementée. De 5 à 9 cordes, en boyaux, ou plus récemment en nylon, sont tendues au-dessus de la table d'harmonie, qui est percée de deux à trois rosaces. Les essences utilisées peuvent être du noyer ou du tilleul.
Le tambourin à cordes peut être fabriqué selon deux méthodes. La première s’intitule le monoxyle. Dans ce cas, l’instrument est fabriqué d’une seule pièce. La deuxième méthode s’apparente à la lutherie, le tambourin se compose alors de cinq pièces pour la caisse de résonance avec un fond, deux éclisses et deux tasseaux et d'une autre, pour la table d’harmonie. Ensuite, et dans les deux cas, l’instrument est verni, et les cordes sont posées.
Un tambourin fabriqué selon la méthode de la lutherie pourra être réparé, les pièces pouvant être changées individuellement. C’est en revanche beaucoup plus compliqué voire impossible pour un instrument fabriqué selon la méthode du monoxyle.
La "table d'harmonie" servira de support pour deux "chevalets", un à la base et l'autre à la tête. Ces derniers pourront soutenir les cordes sur l'instrument et transmettre la vibration de la corde à la table d'harmonie qui la transmet à l'air compris dans la caisse de résonance, pour produire un son. 
La particularité du son du tambourin à cordes est dû au "cavalier", cette petite pièce de métal, généralement de cuivre, entourant les cordes, posé sur le chevalet de tête. Ce son particulier est donc appelé : "bourdon".
À noter que le son de l’instrument varie avec l’avancée de son âge. Il a tendance à se bonifier.

## Jeu

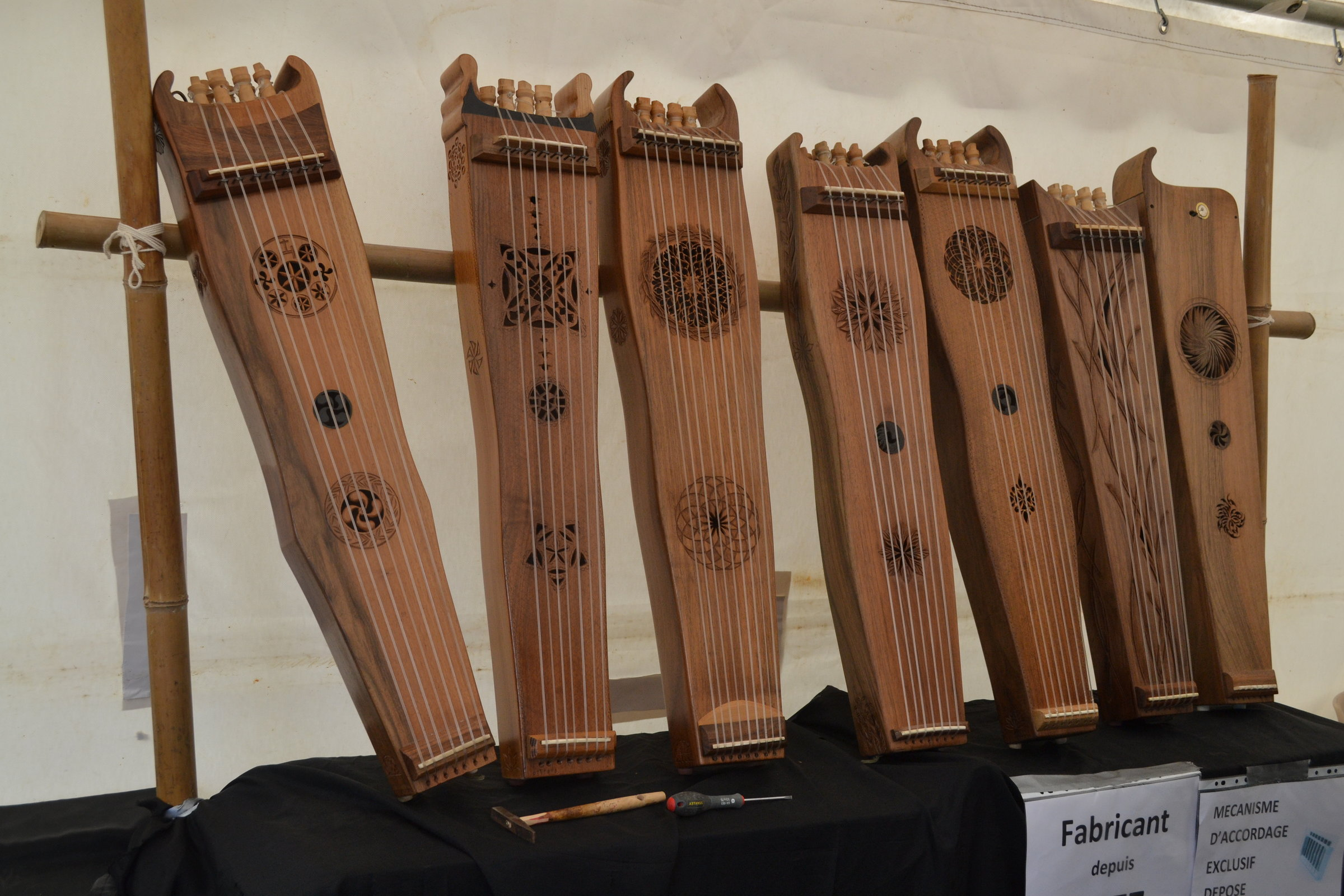
Tambourin à cordes au salon des luthiers de Trad'envie

De nos jours, le tambourin à cordes est encore joué traditionnellement lors de fêtes patronales pour faire danser ou pour accompagner des processions, mais il est également employé dans diverses formations musicales actuelles, dont le genre peut aller des musiques médiévales aux musiques expérimentales en passant par les musiques traditionnelles provençales.
Il s'agit d'une percussion qui produit à la fois le rythme et un bourdon « grésillant », qui accompagne la mélodie jouée par la flabuta (Gascogne), la txirula (Pays basque) ou encore le galoubet (Provence). Ces deux instruments sont utilisés par un seul et même musicien : la flûte à trois trous est jouée par une seule main, ce qui permet de caler le tambourin sous le bras qui manie la flûte et contre le buste du musicien. Les cordes du tambourin sont toutes frappées simultanément, en mesure, par une mailloche plus ou moins lourde, appelée aussi pimbo par les gascons, maintenue dans la main libre. Cette pratique s'inscrit dans une utilisation répandue des flûtes à une seule main, à savoir le « couple » flûte et tambourin, comme c'est le cas par exemple en Provence avec le galoubet ou en Catalogne avec le flabiol.
Le tambourin à corde, dans son utilisation traditionnelle, est accordé sur la flûte qui l'accompagne : une moitié des cordes, plus ou moins, produit la tonique, alors que les autres sont accordées à la quinte. Le son « grésillant » est produit par des petits cavaliers métalliques, fixés sur le chevalet de la caisse et réglés pour frôler les cordes lorsqu'elles sont frappées. Ce système génère des harmoniques aiguës qui donnent à l'instrument un timbre très caractéristique et « amplifient » le son des cordes tout en prolongeant la note qu'elles produisent. L'ensemble donne un son riche et puissant qui permet à l'instrument d'être facilement entendu en extérieur.